# Terka Csillag

Terka Csillag in einem Artikel von 1932

Terka Csillag (anhörenⓘ; * 9. Juli 1867 als Terka Braun in Kaposvár, Komitat Somogy, Österreich-Ungarn; † 1943 im Ghetto Theresienstadt, Protektorat Böhmen und Mähren) war eine ungarische Schauspielerin.

## Leben
Terka Csillag begann ihre Theaterlaufbahn unmittelbar nach ihrem 15. Geburtstag, am 17. Juli 1882. Knapp zwei Jahre darauf übersiedelte sie nach Berlin und trat dort ein Engagement am Residenztheater an. Weitere Bühnenstationen waren Hannover, Königsberg, Köln, Posen, Dresden (1899, wo ihr Theodor Lobe Unterricht erteilte), Chemnitz, Essen, Aachen, Brüssel und schließlich Bochum. Dort war Terka Csillag nahezu die gesamte Zeit der Weimarer Republik, von 1919 bis 1932, Ensemblemitglied des von Saladin Schmitt geleiteten Schauspielhauses. Zu Csillags frühen Erfolgen zählten ihre Interpretationen der „Lady Milford“, der „Iphigenie“, der „Medea“, der „Sappho“, der „Feodora“ und der „Lady Macbeth“; in späteren Jahren wuchs Terka Csillag problemlos ins Charakterfach hinein.
Anlässlich ihres 50-jährigen Bühnenjubiläums im Juli 1932, als sie in dem Stück „Der Feldherrnhügel“ zu sehen gewesen war, erklärte die 65-jährige Künstlerin ihren Rückzug von der Schauspielerei. Während des Zweiten Weltkriegs wurde die jüdische Ex-Schauspielerin bis Mai 1942 in das von den Nationalsozialisten zum „Judenhaus“ deklarierte Gebäude in der Bochumer Horst-Wessel-Straße 56 zwangseinquartiert. Anschließend verlegte man Terka Csillag die letzten Wochen vor ihrer Deportation in die ehemals jüdische Schule in der Wilhelmstraße 16, die gleichfalls zum „Judenhaus“ umfunktioniert wurde. Von dort wurde sie noch im selben Jahr mit anderen Bochumer Juden in das KZ Theresienstadt verschleppt. In diesem Ghetto nahm sich Terka Csillag – vermutlich im darauf folgenden Jahr – das Leben, mutmaßlich mit einer Überdosis Veronal.
Am 4. November 2004 wurde in Bochum, der Stadt ihrer größten Triumphe, Terka Csillag zum Gedenken ein Stolperstein im Gehsteig eingelassen. Es war der erste verlegte Stolperstein in Bochum.